# Селдебаджу-Мік
Селдебаджу-Мік (рум. Săldăbagiu Mic) — село у повіті Біхор в Румунії. Входить до складу комуни Кепилна.
Село розташоване на відстані 399 км на північний захід від Бухареста, 41 км на південний схід від Ораді, 110 км на захід від Клуж-Напоки, 129 км на північний схід від Тімішоари.

## Населення
За даними перепису населення 2002 року у селі проживала 541 особа, з них 538 осіб (99,4%) румунів. Рідною мовою 538 осіб (99,4%) назвали румунську.